# Viacheslav Zudov
Viacheslav Dmítrievich Zudov (en ruso: Вячесла́в Дми́триевич Зу́дов, 8 de enero de 1942-12 de junio de 2024) fue un cosmonauta soviético. Nació en la ciudad de Bor, en la región de Gorki (actualmente Nizhni Nóvgorod), en una familia de empleados. Pasó su infancia en el pueblo de Alférevo, distrito de Shatkov, región de Gorki.

## Biografía
En 1949, la familia se trasladó a la ciudad de Elektrostal (óblast de Moscú), donde comenzó la escuela. En 1960, completó sus estudios en la Escuela Secundaria N.º 3 de Elektrostal y se inscribió en la Escuela Superior de Aviación Militar de Balashov para pilotos. Desde 1963, sirvió en unidades de aviación militar de transporte del Ejército Soviético. En 1965, fue seleccionado como cosmonauta soviético. Completó el curso completo de entrenamiento espacial y preparación para vuelos en naves espaciales del tipo Soyuz. En la década de 1970, se entrenó para vuelos en la estación orbital militar tipo «Almaz». En julio y agosto de 1974, formó parte de los equipos de soporte para las misiones de las naves espaciales Soyuz-14 y Soyuz-15.
Del 14 al 16 de octubre de 1976, junto con Valeri Rozhdestvenski, realizó un vuelo espacial como comandante de la nave espacial Soyuz-23. El programa de vuelo preveía trabajar en la estación orbital Salyut-5, pero debido a un mal funcionamiento del sistema de acoplamiento, no pudieron completar el acoplamiento con la estación. Cuando intentaron acercarse, falló el sistema automático de acoplamiento «Igla». Aunque el acoplamiento manual era posible desde 1200 metros por señales visuales, la nave estaba a más de dos kilómetros de distancia. Ante la falta de combustible para maniobras, decidieron regresar. La cápsula de descenso Soyuz-23 aterrizó a 195 km al suroeste de Tselinograd, por primera vez en el lago Tengiz. En condiciones de frío extremo, durante la noche y en medio de una intensa nevada, sin comunicación con los servicios de búsqueda y rescate, y con los sistemas de soporte vital agotados, Rozhdestvenski y Zudov permanecieron en la cápsula de descenso durante aproximadamente 12 horas. Finalmente, fueron rescatados con la ayuda de un helicóptero.
Después del vuelo, Zudov continuó trabajando en el Centro de Entrenamiento de Cosmonautas Gagarin, donde fue comandante del grupo de cosmonautas. En abril de 1980 y marzo de 1981, formó parte de las tripulaciones de respaldo para los vuelos de las naves Soyuz-35 y Soyuz T-4. En 1980, se graduó de la Academia Militar de la Fuerza Aérea Yuri Gagarin y luego de la Academia de Ciencias Sociales del Comité Central del PCUS. De 1987 a 1991, fue subdirector del departamento político del Centro de Entrenamiento de Cosmonautas Yuri Gagarin. Desde 1992, estuvo en retiro.
Estaba casado y tenía dos hijos. Falleció el 12 de junio de 2024 a los 82 años. El servicio conmemorativo y el entierro se llevaron a cabo el 14 de junio en el Cementerio Militar Federal del Ministerio de Defensa de la Federación Rusa en Mytishchi.

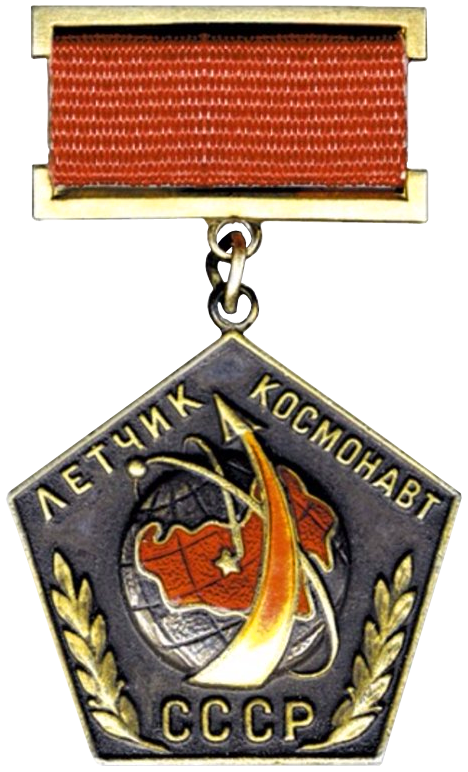
Insignia de piloto-cosmonauta de la URSS Pilotos-cosmonautas de la URSS

## Condecoraciones

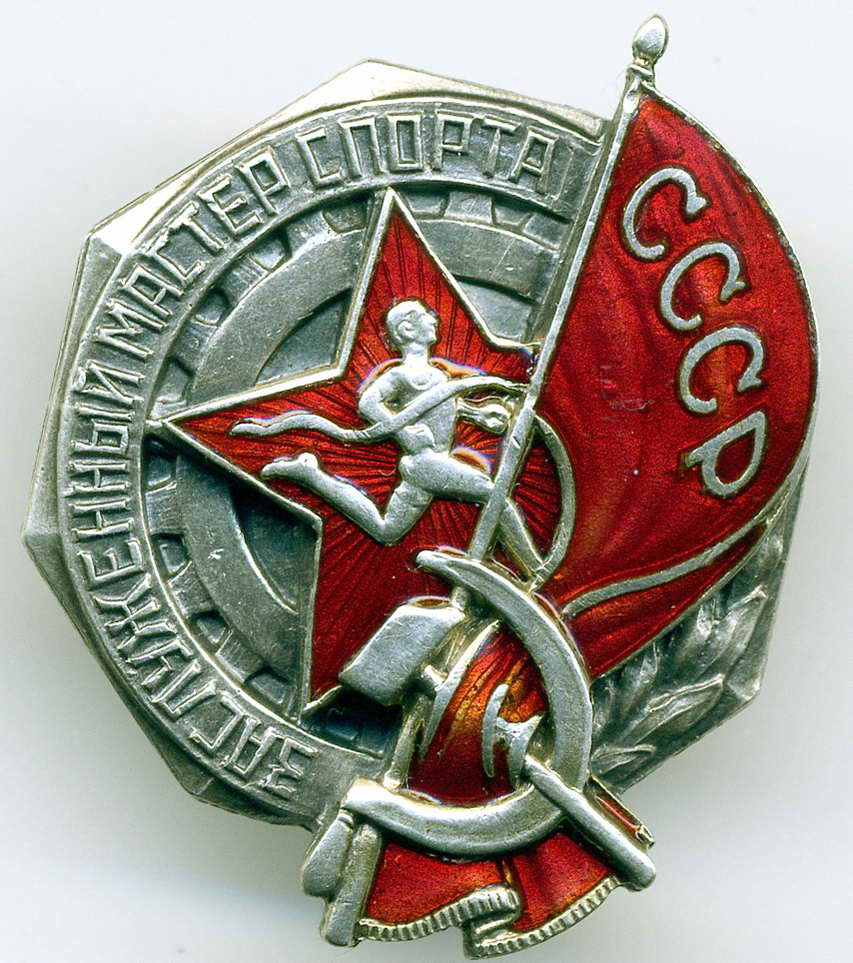
Honrado Maestro del Deporte de la URSS

Zudov recibió numerosos reconocimientos por su destacada carrera como cosmonauta y su servicio militar. Entre sus distinciones se encuentran
- Medalla Orden de Lenin, Tipo IV
- Medalla por los Méritos en la Exploración del Espacio
- Medalla Conmemorativa por el Centenario del Natalicio de Lenin
- Medalla Conmemorativa del 20.º Aniversario de la Victoria en la Gran Guerra Patria de 1941-1945
- Medalla Conmemorativa del 850.º Aniversario de Moscú
- Medalla de Veterano de las Fuerzas Armadas de la URSS
- Medalla del 50.º Aniversario de las Fuerzas Armadas de la URSSHonrado Maestro del Deporte de la URSS
- Medalla del 60.º Aniversario de las Fuerzas Armadas de la URSS
- Medalla del 70.º Aniversario de las Fuerzas Armadas de la URSS
- Medallas por Servicio Impecable
  -  Medalla de 1.er grado (por 20 años de servicio impecable)
  -  Medalla de 2.do grado (por 15 años de servicio impecable)
  -  Medalla de 3.er grado (por 10 años de servicio impecable)
- Insignia de calificación de clase “Piloto militar de 3.ª clase”, modelo 1959